# Cumberland megye (Maine)
Cumberland megye az Amerikai Egyesült Államokban, azon belül Maine államban található. Megyeszékhelye és legnagyobb városa Portland. Lakosainak száma 303 069 fő (2020. április 1.). Cumberland megye Androscoggin, Sagadahoc, Oxford és York megyékkel határos.

## Népesség
A megye népességének változása:
| Lakosok száma | 265 612 | 281 395 | 282 568 | 283 840 | 285 456 | 289 977 | 303 069 |
|               | 2000    | 2010    | 2011    | 2012    | 2013    | 2015    | 2020    |